# The Weekend (SZA)
The Weekend è un singolo della cantautrice statunitense SZA, pubblicato il 26 settembre 2017 come terzo estratto dal primo album in studio Ctrl.

## Descrizione
Il brano è stato scritto da SZA insieme a Cody Fayne, mentre sono accreditati anche Justin Timberlake, Timbaland e Danja in quanto la canzone contiene samples tratti da Set the Mood (Prelude)/Until the End of Time di Timberlake (2006). Nello stesso anno è uscita anche una versione remix fatta da Calvin Harris e intitolata The Weekend (Funk Wav Remix).

## Tracce
Download digitale
Testi e musiche di Solána Rowe, Cody Fayne, Justin Timberlake, Timothy Mosley, Floyd Hills.
1. The Weekend – 4:32

## Classifiche
| Classifica (2017) | Posizione massima |
| ----------------- | ----------------- |
| Australia         | 49                |
| Canada            | 63                |
| Irlanda           | 73                |
| Portogallo        | 86                |
| Regno Unito       | 55                |
| Stati Uniti       | 29                |

## Date di pubblicazione
| Paese                 | Data              | Formato                     | Etichetta        | Ref.   |
| --------------------- | ----------------- | --------------------------- | ---------------- | ------ |
| Stati Uniti d'America | 26 settembre 2017 | Urban contemporary radio    | TDE, RCA Records | [ 15 ] |
| Stati Uniti d'America | 31 ottobre 2017   | Rhythmic contemporary radio | TDE, RCA Records | [ 16 ] |
| Regno Unito           | 1º dicembre 2017  | Urban contemporary radio    | TDE, RCA Records | [ 17 ] |